# Quercus fontanesii
Quercus fontanesii là một loài thực vật có hoa trong họ Cử. Loài này được Guss. miêu tả khoa học đầu tiên năm 1825.